# Ectinope spinicollis
Ectinope spinicollis is een keversoort uit de familie boktorren (Cerambycidae). De wetenschappelijke naam van de soort is voor het eerst geldig gepubliceerd in 1875 door Pascoe.